# Sycewice (przystanek kolejowy)
Sycewice – przystanek kolejowy w Sycewicach, w województwie pomorskim, w Polsce. Według klasyfikacji PKP ma kategorię dworca lokalnego. Na przystanku stają pociągi osobowe relacji Koszalin–Słupsk.

## Ruch pasażerski
| Rok  | Wymiana pasażerska na dobę |
| ---- | -------------------------- |
| 2017 | 0-9                        |
| 2022 | 10-19                      |

## Położenie
Stacja znajduje się ok. 1 km na południowy zachód od miejscowości Sycewice. Sycewice są ostatnim przystankiem kolejowym na linii 202 znajdującą się w województwie pomorskim.

## Historia
Stacja Sycewice została otwarta 1 lipca 1869 jako jedna z mijanek na linii łączącej Gdańsk ze Szczecinem. Do obsługi stacji powstał od razu niewielki dworzec. W latach 80. XX wieku została zlikwidowana nastawnia Sc1, przez co został przebudowany system sterowania rozjazdami.
16 maja 2008 na terenie stacji doszło do wypadku. Podczas mgły jadąca drogą krajową nr 6 ciężarówka nie zdołała wyhamować przed zamkniętym przejazdem i uderzyła w pociąg pospieszny relacji Słupsk-Poznań. W wyniku wypadku została uszkodzona infrastruktura kolejowa.
W 2011 roku stacja kolejowa Sycewice została zlikwidowana. Zlikwidowano nastawnię Sc i przebudowano układ torowy stacji. Pozostał jedynie przystanek kolejowy z nowym, zmodernizowanym peronem. Miejsce dróżnika zajęła samoczynna sygnalizacja przejazdowa (przejazd kat. B).

## Linia kolejowa
Sycewice znajduje się na linii nr 202 Gdańsk Główny – Stargard. Linia ta jest normalnotorowa, jednotorowa, zelektryfikowana.

## Infrastruktura

### Dworzec
Dworzec jest piętrowy wielobryłowym budynkiem. Elewacje budynku zostały otynkowane i pomalowane na żółto. Część dworca została zaadaptowana na mieszkania.

### Perony
Na przystanku kolejowym Sycewice znajduje się jeden, jednokrawędziowy peron.

### Ładownia
Na stacji znajduje się jednokrawędziowa ładownia publiczna wyłożona płytami żelbetonowymi.